# Bayinwuluke
Bayinwuluke (kinesiska: 巴音布鲁克) är en socken i Kina. Den ligger i den autonoma regionen Xinjiang, i den nordvästra delen av landet, omkring 280 kilometer väster om regionhuvudstaden Ürümqi.
Genomsnittlig årsnederbörd är 329 millimeter. Den regnigaste månaden är juni, med i genomsnitt 77 mm nederbörd, och den torraste är mars, med 5 mm nederbörd.